# Johnny & Jonesbrug
De Johnny & Jonesbrug (brug 433) is een vaste brug in de Prinses Irenebuurt in Amsterdam-Zuid.
De voetgangersbrug is gelegen over de toegang tot de cirkelvormige centrale grote vijver van het Beatrixpark. Het is gelegen naast de “vaste plantentuin”. In de directe omgeving staat het beeld Pinguïns van Jan Trapman. Het park dateert uit de periode 1936-1938 toen het werd aangelegd volgens een plan van Ko Mulder, architecte bij de Dienst der Publieke Werken. De brug is echter van aanmerkelijke jongere datum, ze dateert uit 1970/1971. Ze is vermoedelijk aangelegd vanwege de Floriade die in 1972 in dit park werd gehouden. Door middel van de brug kon het publiek geheel rond de grote ijver met fontein lopen. De brug overspant de toegang zonder jukken of pijlers en is grotendeels van hout. Het ontwerp is vermoedelijk afkomstig van de Publieke Werken.
De brug ging vanaf het begin naamloos door het leven, dat wil zeggen alleen met nummer 433. De gemeente Amsterdam vroeg in 2016 aan de Amsterdamse bevolking om mogelijke namen voor dergelijke bruggen. Veel inzendingen werden niet gehonoreerd, maar deze brug kreeg de naam Johnny & Jonesbrug. Het is een vernoeming naar het duo Johnny & Jones, een befaamd jazzduo van vlak voor de Tweede Wereldoorlog, maar vanwege uitputting gestorven in concentratiekamp Bergen-Belsen. In het park zijn meerdere bruggen vernoemd naar musici.
Brugnummer 433 was al eerder gegeven aan een duiker in de Beemsterstraat over een ringsloot naar de Watergangsestraat in Amsterdam-Noord. Het is onbekend of die duiker nog actief is.  

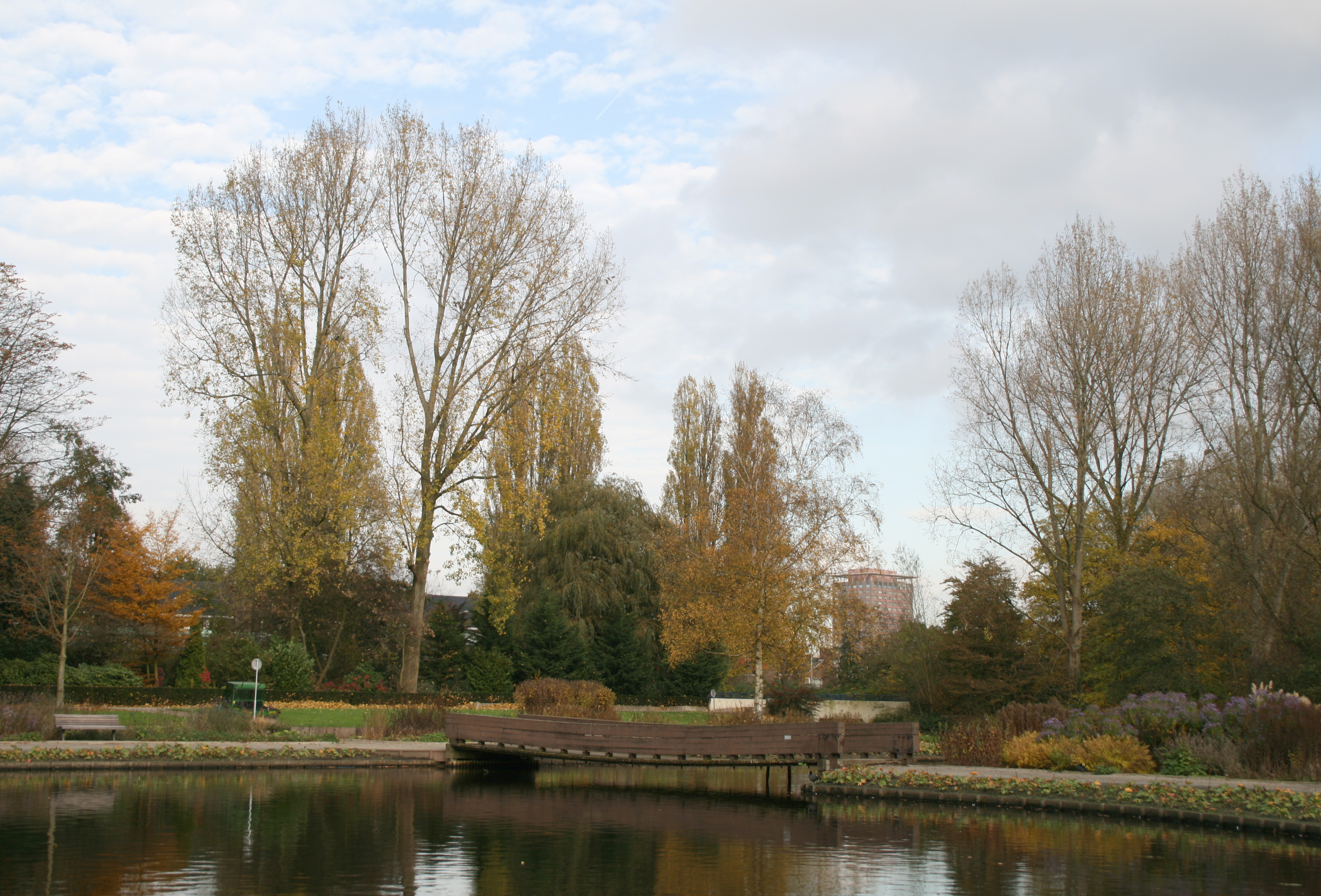
Johnny & Jonesbrug (2007)
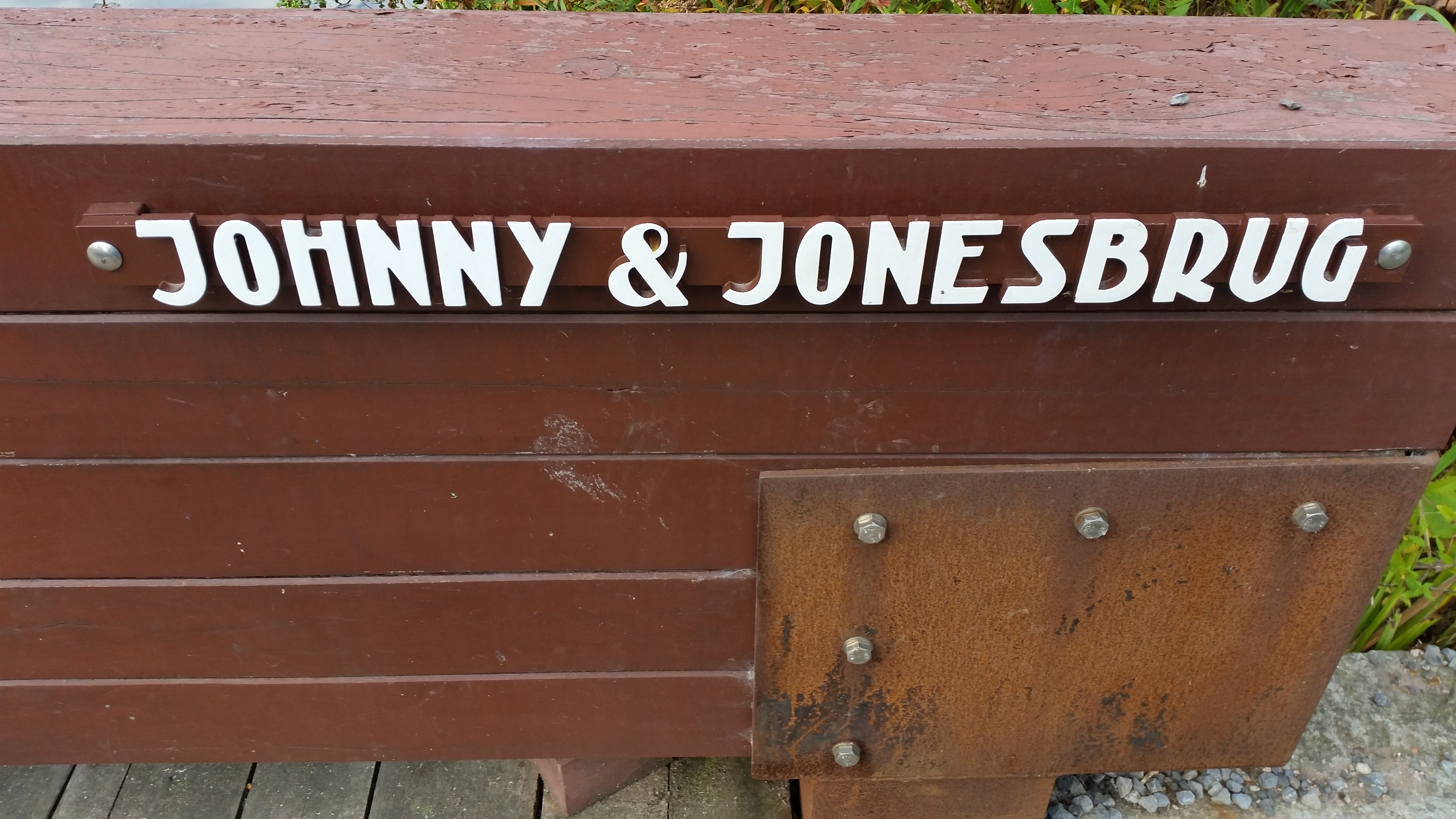
Naambord (oktober 2018)

<<< · 400 · 401 · 402 · 403 · 404 · 405 · 406 · 407 · 408 · 409 · 410 · 411 · 413 · 414 · 415 · 416 · 417 · 418 · 419 · 420 · 421 · 422 · 423 · 424 · 425 · 427 · 429 · 430 · 431 · 432 · 433 · 434 · 435 · 436 · 437 · 438 · 439 · 440 · 441 · 442 · 443 · 444 · 445 · 446 · 447 · 448 · 449 · 450 · 451 · 452 · 453 · 454 · 455 · 456 · 457 · 458 · 459 · 460 · 461 · 462 · 463 · 464 · 465 · 466 · 469 · 470 · 471 · 472 · 473 · 474 · 475 · 476 · 478 · 479 · 480 · 482 · 483 · 485 · 486 · 487 · 488 · 489 · 490 · 491 · 492 · 493 · 494 · 495 · 496 · 497 · 499 · >>>
Brugnummers 412, 426, 428, 467, 468, 477, 481, 484 en 498 zijn niet (meer) vergeven.